# Музей зимней Олимпиады (Лейк-Плэсид)
Музей зимней Олимпиады в Лейк-Плэсиде, Нью-Йорк, освещает тему зимних Олимпийских игр 1932 и 1980 годов, которые были проведены в деревне. Это единственный олимпийский музей в США, и он является частью проекта Олимпийского комитета регионального развития штата Нью-Йорк в области Лейк-Плэсид. Лейк-Плэсид является единственным североамериканским городом, принимавшим зимние Олимпийские игры два раза.

Сборная США ликует по поводу победы 4:3 над сборной СССР.

Музей, который был открыт в штате Нью-Йорк в 1994 году, находится в Олимпийском центре. Его коллекция включает в себя сани для бобслея с Олимпийских игр 1932 года, которые считались безвозвратно утерянными более чем шестьдесят лет до того, как были переданы музею; коньки, которые использовал Джек Ши на тех же играх, а также сувениры с «Чуда на льду». В музее некоторое время находился олимпийский факел, когда он путешествовал по США перед Олимпийскими играми 2002 в Солт-Лейк-Сити. В дополнение к проведению Лейк-Плэсид фильм форум, коллекции музея также предоставили в 2004 году материалы для фильма «Чудо», который был посвящён хоккейной сборной 1980 года.
Музей был удостоен в 2005 году Олимпийского кубка, одна из старейших премий Международного олимпийского комитета, признающая учреждения, которые принимали активное участие в службе на благо спорта и внесли свой вклад в развитие олимпийского движения. Он дополняется другими Олимпийскими учреждениями и программами, находящимися в районе Лейк-Плэсиде, который является частью программы бывшего губернатора, Джорджа Патаки относительно Лейк-Плэсида, как пункта туризма. Музей принимает 25—35 тысяч посетителей каждый год.